# Reserva natural Punta del Marqués

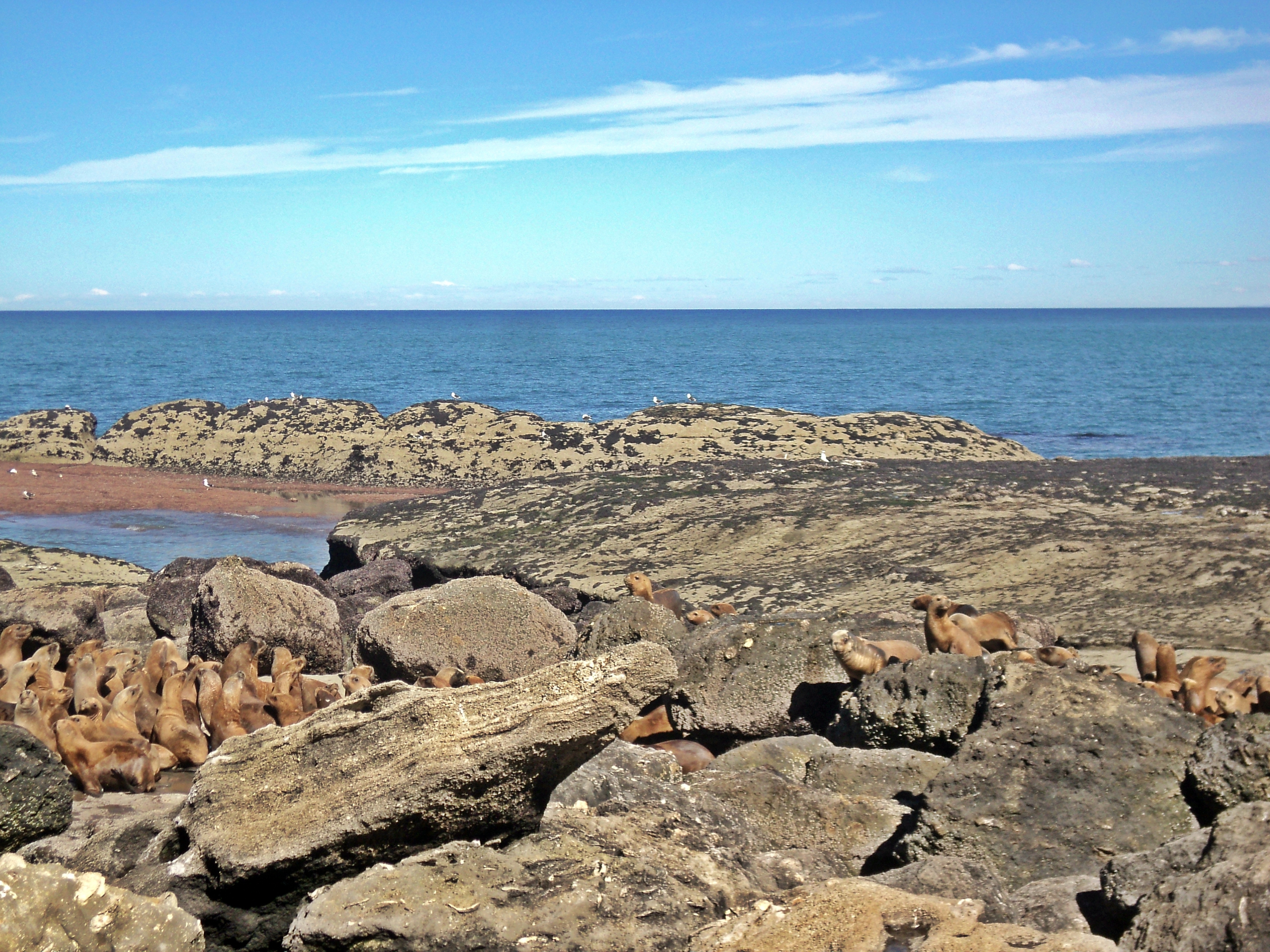
Vista de los lobos sobre la extensa restinga de Punta del Marqués

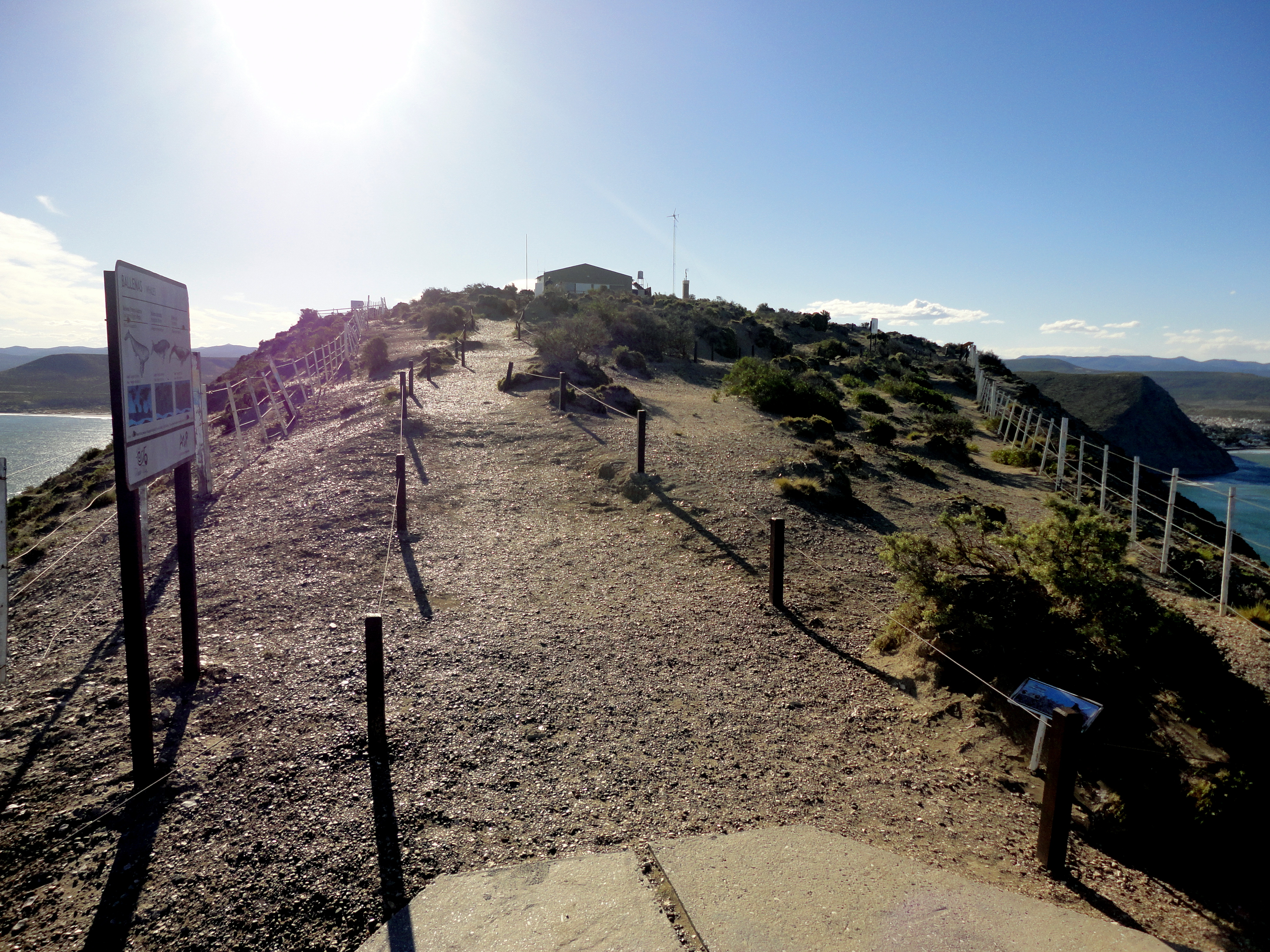
Sendero interpretativo de reserva natural punta del Marqués. Está situado en el extremo este del accidente geográfico homónimo queda al mar

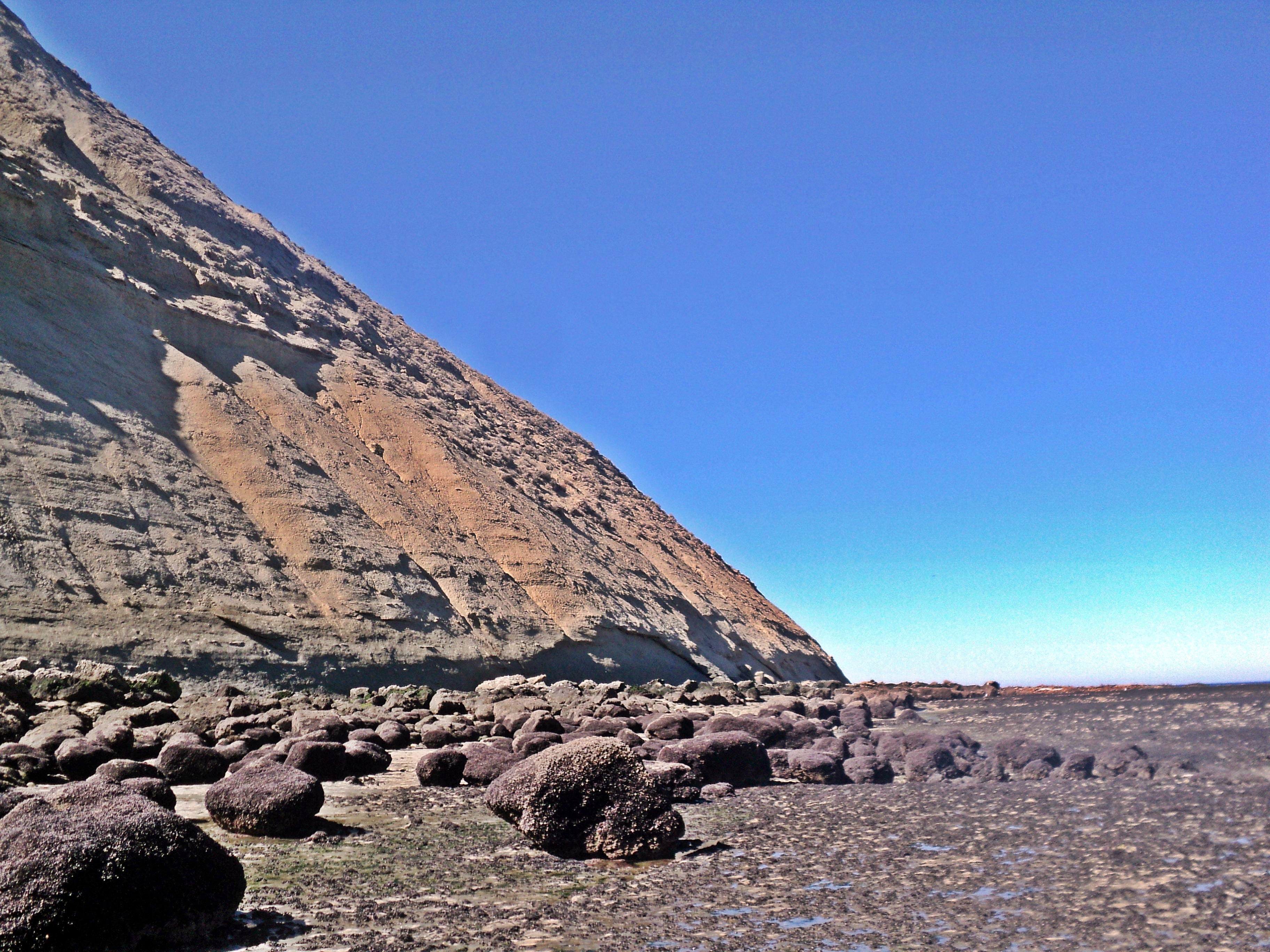
Extremo en punta del accidente costero, área protegida.

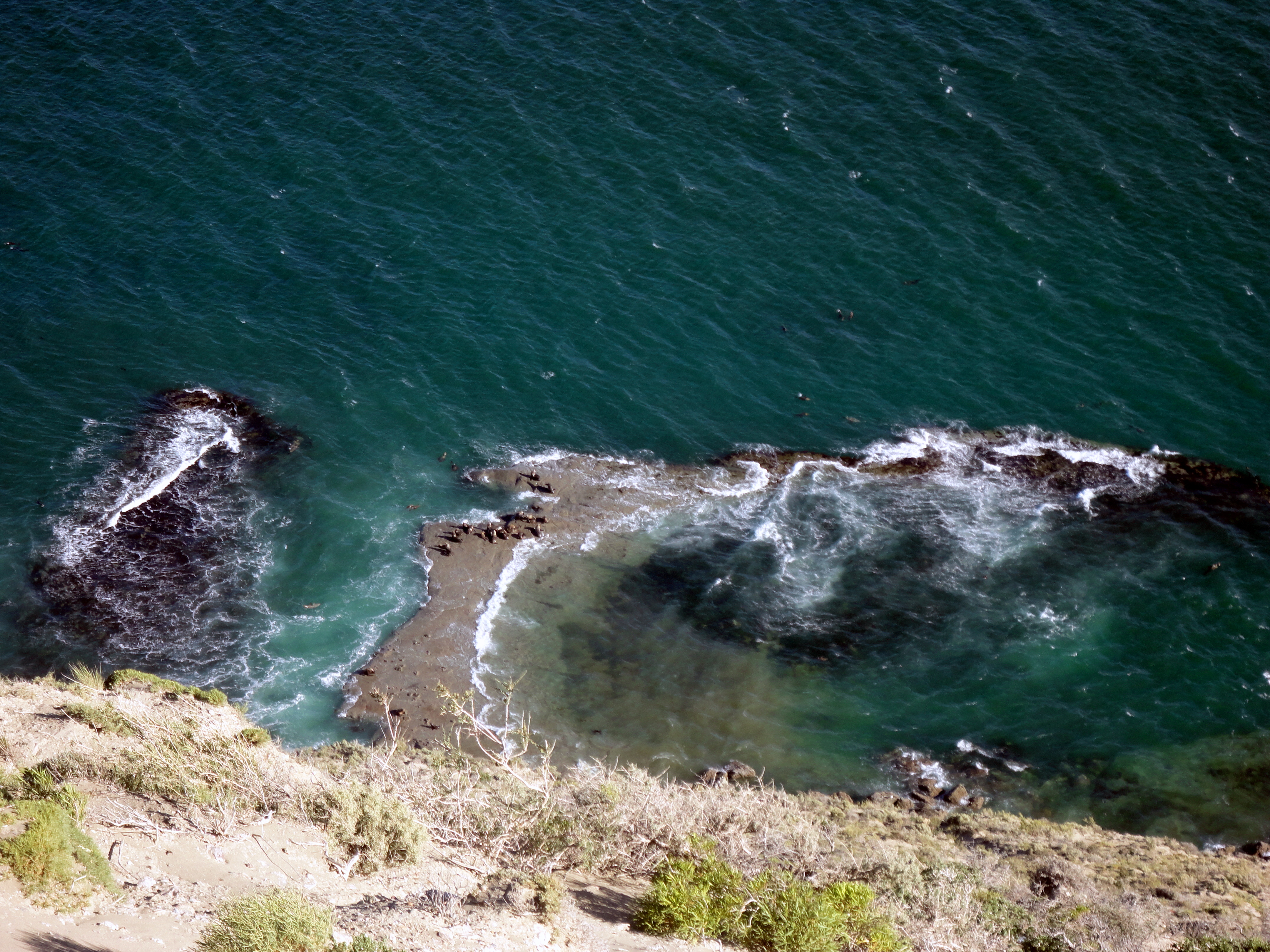
Lobos marinos desde el acantilado de la reserva natural punta del Marqués.

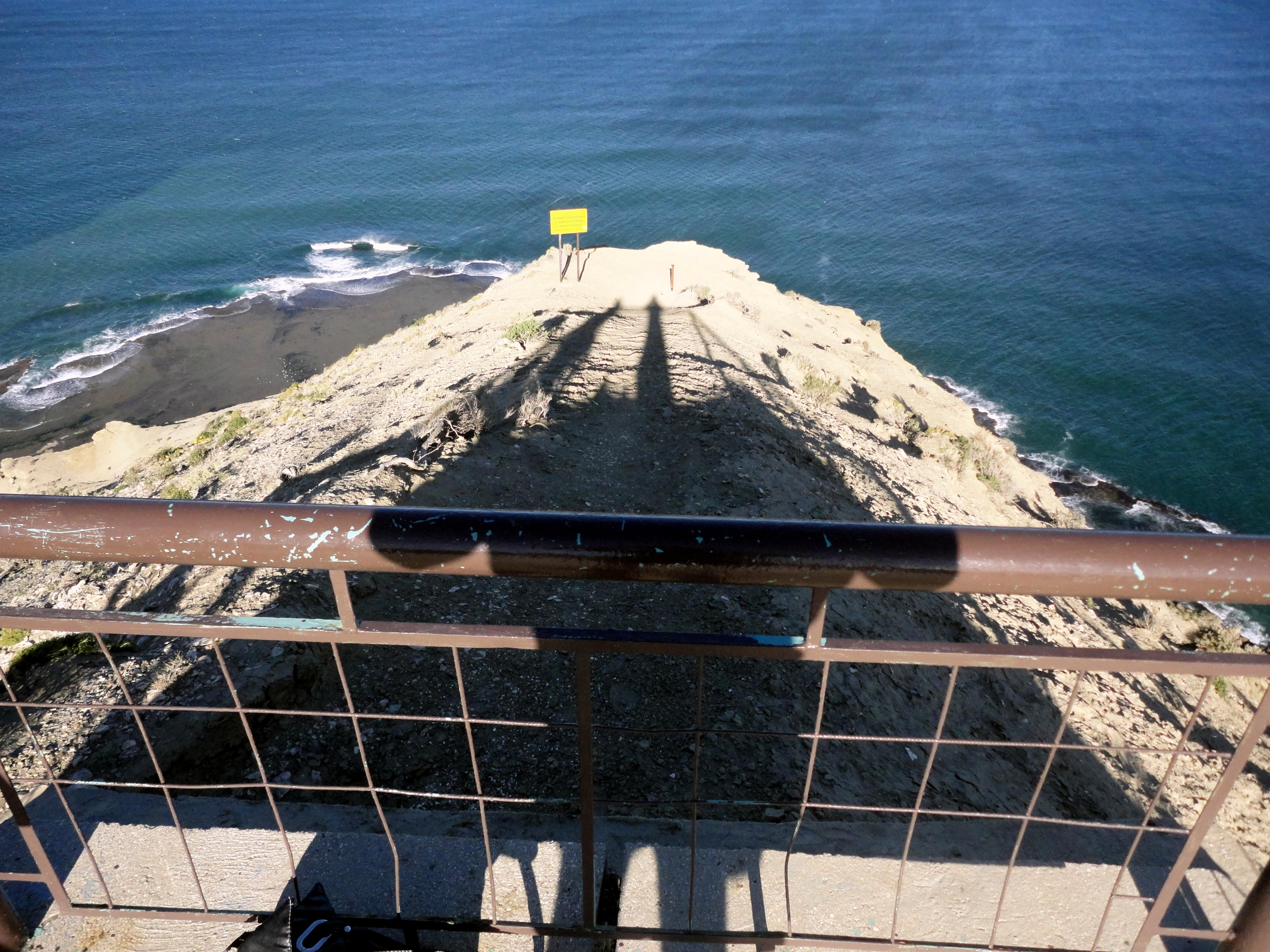
Mirador que da hacia el extremo de punta del Marqués

La Reserva Natural Punta del Marqués es una reserva natural cuyo principal objetivo y atractivo lo constituye el cuidado, preservación y observación de un apostadero reproductivo de lobos marinos de un pelo (Otaria flavescens). La reserva abarca el extremo este de la Punta del Marqués, y se encuentra ubicada al sur de la localidad de Rada Tilly, Departamento Escalante, en la Provincia del Chubut.

## Toponimia

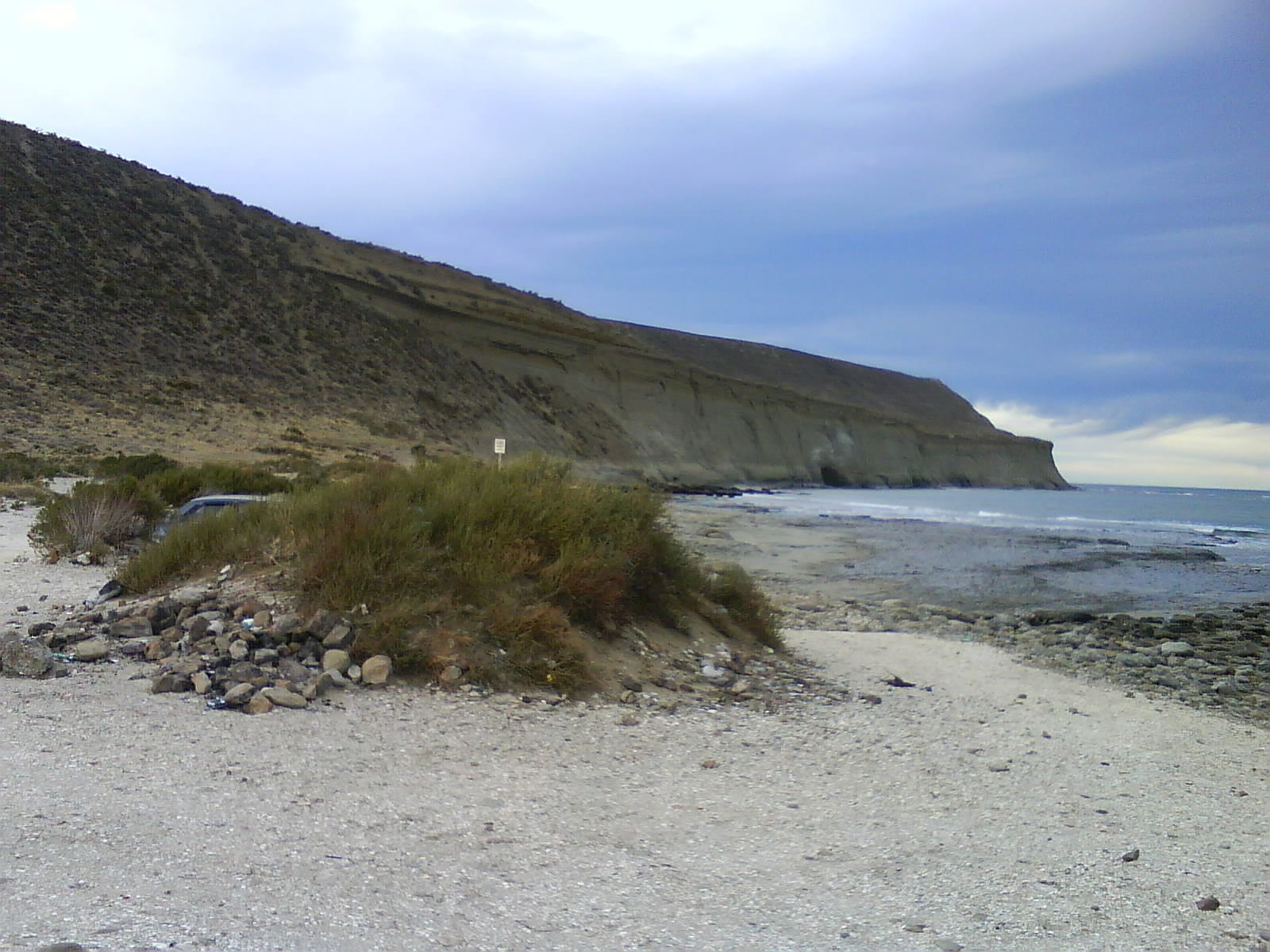
Vista hacia el norte de punta del Marqués

El nombre de esta punta se debe al marino español Francisco Javier Everando-Tilly y García de Paredes, más conocido como Marqués de Casa Tilly en España, quien durante los 1794 y 1795, combatió y batió a la Armada Portuguesa en el Río de la Plata. Si bien él nunca surcó los mares de Patagonia, en 1794 una expedición cartográfica organizada por la Corona española, a cargo de Juan Gutiérrez de la Concha, identificó en la actual provincia de Chubut la rada y el cabo que se llamó Punta del Marqués de Casa-Tilly, en recuerdo del jefe de la expedición que conquistó para la Corona la Colonia del Sacramento (Uruguay) en 1776. El nombre de Tilly perduró y hoy lo ostentan la bahía y la villa turística Rada Tilly, mientras que la punta ubicada inmediatamente al sur lleva por nombre "del Marqués".

## Características
La reserva homónima es denominada Reserva Natural Turística Unidad de Investigación Turística. Esta abarca abarca 1200 hectáreas sobre la Punta del Marqués y sus costas. El clima y el paisaje son propios de Estepa patagónica-Mar Argentino, y está emplazada a unos 7 km del municipio de Rada Tilly. Entre sus objetivos de conservación se destacan la preservación de especies y diversidad genética, la investigación científica y la protección de una zona del litoral marino y estepa arbustiva patagónica donde hay un apostadero reproductivo del lobo marino de un pelo (Otaria flavescens). Asimismo, es una zona de investigación científica y una unidad de investigación biológica. La colonia de lobos es la especie más favorecida por el área con 2.905 lobos marinos comunes, de los cuales 102 fueron crías, 21 machos adultos, 52 machos subadultos, 97 hembras y un grupo de 2.633 individuos entre hembras y juveniles. Además, su distribución viene cambiando ya que en los comienzos de la reserva se encontraba en la punta del acantilado y hoy está distribuida desde esa punta hasta prácticamente la playa Bajada de los Palitos, según la época del año. En invierno se posiciona más sobre la punta y en verano se corre un poco. Gracias a la conservación y la concientización la población se lobos y ballenas se recuperan a pesar de haber sufrido el embate de la explotación comercial durante el siglo pasado.

## Historia
Los pueblos originarios visitaban la playa cercana Bajada de los palitos para aprovechar al máximo los varamientos de ballenas y recolección de fauna marina. 
La fauna y la forma monumental del cerro en que se encuentra la reserva Punta del Marqués fue descrito, hace cientos de años, por navegantes que exploraban las costas patagónicas. El Comodoro Martín Rivadavia en su diario de viaje de 1890 describe así una exuberante fauna marina: 

«Al pasar próximos al arrecife que despide la punta del cabo “Marquez” (Marqués) se vio éste cubierto por numerosos cormoranes y también bastantes lobos de los llamados de un pelo»
Comodoro Martín Rivadavia

Desde inicios del siglo 20 se intensifica la caza de ballenas y lobos marinos diezmándose sus poblaciones. En estos años entra en funcionamiento  La Lobería ubicada entre Comodoro Rivadavia y Caleta Olivia. Las crónicas hablan de más de 10 mil machos muertos por temporada entre 1923 y 1926 donde se supone que había alrededor de 60 mil animales. El lugar se ubica a 30 kilómetros al sur de esta reserva, su propietaria fue la C.A.B.A.C, empresa alemana abocada a la obtención de aceite, derritiendo la grasa del animal en calderas, junto a la curtiembre de cuero de lobos marinos de un pelo. La actividad intensiva llevó al apostadero reproductivo de lobos marinos a su desaparición en la zona. Otro golpe ala especie vino más tarde hacia los años 1930-1932, la construcción de la ruta Nacional Nº 3. Sería el factor que incidió más negativamente en esta colonia reproductiva. El acceso directo a esta lobería facilito las persecuciones por parte de los pobladores locales, y su caza deportiva.
La caza indiscriminada provocó el descenso y casi el punto de extinción de la fauna mamífera marina. Su dificultad para encontrarlos produjo un descenso en la rentabilidad de esta actividad y sumado a la aparición de aceites sintéticos, se cayó en la decadencia de esta industria de explotación. 
En 1974 se prohíbe en todo el territorio y mar argentino la caza de lobos marinos, elefantes, focas, pingüinos, y otros similares.
El Área Natural Protegida Punta Marqués se generó mediante la Ordenanza municipal (609/84). Más tarde, por ley provincial XXIII N.º 14 en 1985, se recibió su denominación: Reserva Natural Turística Punta Marqués, incorporándola al Sistema Provincial de Áreas Protegidas del Chubut en el año 2000.
La reserva fue creada formalmente el 1 de febrero de 1986 a partir de la donación del antiguo propietario Dr. Agustín Padrós. La donación de la tierra que hoy constituye el área natural persiguió el objetivo de preservar el apostadero de lobos marinos de un pelo que habitan la zona. El convenio estableció a las  autoridades locales administrar el lugar además de proveerlo de caminos, senderos, cartelería y de infraestructura para el disfrute de los visitantes, tanto locales como turistas.
En diciembre de 2022 la ley provincial N° 76  amplió el área de un radio de 500 metros a casi 1200 hectáreas, vasta área que comprende superficie marítima y parte de los ejidos de Rada Tilly y Comodoro Rivadavia. El cambio en el tamaño de la reserva se logró por el crecimiento de las especies en el sector, su abundancia y cambios en la distribución. Por ello, fue necesario asegurar el resguardo de las especies que conviven en la superficie terrestre y marina, para garantizar los objetivos de conservación de especies que habitan en la zona.
Para mayo de 2025 se anunció una nueva ampliación del tamaño del área protegida de 1.282 a 3.815 hectáreas. Como resultado, se logró un incremento del 245% el espacio marino. La ampliación se alinea con compromisos internacionales como el objetivo 30x30 del Marco Global de Biodiversidad.

## Acceso
Es posible acceder a la misma mediante un camino consolidado de ripio que se aborda desde Rada Tilly.

## Fauna e investigación
La temporada turística se extiende de diciembre a abril, existiendo un sendero que cuenta con cartelería explicativa que permite interpretar el paisaje y la fauna observada. En la base de la punta existen extensos intermareales, donde habita una diversidad de organismos que sirven de alimento a un importante número de aves marinas.
Al pie de la ladera sur se encuentra el apostadero de lobos marinos de un pelo, declarado por Ley Provincial, como Reserva Natural Turística y Unidad de Investigación Biológica. La permanencia de los lobos marinos en la Punta del Marqués, es permanente durante todo el año, pero en mayor número pueblan el apostadero entre agosto y diciembre.
Para enero de 2016 se registró un total de 2500 ejemplares. También se supo que la colonia está conformada en un 95% por hembras y un 5% por machos.
En el Área Protegida se registra el paso de ballenas y delfines en diferentes momentos del año. En el año 2015 sumaron más de 500 registros fotográficos y filmaciones de cetáceos.
A un costado del sendero existe un yacimiento de fósiles marinos que muestra ostreas, corales, turritelas, entre otros. El mismo se halla a la vista del público y su antigüedad es de 15 millones de años de antigüedad.
En lo alto de la reserva se halla un pequeño centro de interpretación, excelentes puntos panorámicos y lugares desde donde se puede observar una colonia de un centenar de lobos marinos. El área protegida cuenta con servicio de guías y binoculares, todos los días de la temporada alta.
El personal de la reserva guía con información sobre especies oceánicas y continentales de fauna y flora. Además, los distintos puntos panorámicos se elevan a150 metros sobre el nivel del mar, y permiten el  avistajes de cetáceos.
Desde 2018 la UNPSJB comenzó a investigar la zona ante el incremento de avistajes de ballenas
El estudio reveló que las ballenas Sei es la especie que más elige la zona, y el motivo parece ser la alimentación. También, se avistan ballenas Fin y Minke, y a veces aparecen algunas ballenas jorobadas y alguna Franca.
La hipótesis de la acentuada y continúa presencia de ballenas en la zona es que estas están recuperado su hábitat tras la intensa caza que sufrieron en desde el siglo 18 hasta 1935 año q se freno la sobrexplotación de la especie. Los investigadores concluyeron que todo el año pasan ballenas, excepto algunos meses en particular, y en abril y mayo, por lo que se ha podido analizar, alcanza el punto máximo de visitas, que inicia alrededor de octubre. La máxima cantidad de individuos avistados en un día fue 40.

## Miradores
La punta es descripta como una especie de fortín natural que culmina a 167 m s. n. m.. En la reserva existe un mirador dedicado al avistaje de lobos marinos de un pelo.Esta área protegida cuenta con servicio de binoculares y guías durante todos los días de temporada alta. Para esto se cuenta con un pequeño centro de interpretación, excelentes puntos panorámicos y lugares desde donde se puede observar una colonia de un centenar de lobos marinos. También, logran diversas vistas a través del sendero interpretativo en 9 miradores. Posee variadas perspectivas sobre toda Rada Tilly y, más allá, hacia las torres del centro de Comodoro Rivadavia, Caleta Olivia de Noche, otras puntas y accidentes costeros y geográficos.
Debido a la erosión del mar, el viento y las escasas lluvias, el acantilado presenta constantes movimientos y derrumbes, siendo peligroso su borde.

## Problemática de conservación
La expansión urbana de Rada Tilly empujó a urbanizar zonas cercanas a la reserva. El resultado fue que la fauna como zorros entran hoy en contacto con los habitantes. Los vecinos de la villa alimentan a los zorros colorados o son robados por estos. Los guardafuanas advierten el hecho de que se está alterando peligrosamente los hábitos de alimentación y se creó un acostumbramiento al humano por parte de los zorros. Otro animal que entró en contacto es el Geranoaetus polyosoma. Estos atacan a los vecinos y se posan sobre edificaciones de la ciudad. Además, la expansión desmesurada en la zona de la gaviota cocinera, por el crecimiento del basural cercano, hizo que los aguiluchos pierdan territorios y se vean amenazados en este espacio restringido.
Por el lado del mar se registra la problemática de que el perímetro de la reserva es violado de forma reiterada. Distintas embarcaciones navegan cerca de la lobería violando la zona de exclusión de 500 metros. Ante esta situación de peligro para los animales los guardafaunas solo pueden tocar sus silbatos para alejar a los visitantes prohibidos, no pudiendo accionar de otra forma por falta de recursos.
En sus costas se ubican el balneario Rada Tilly y la playa Bajada de Los Palitos. Ambas playas son integrante de un sistema de 8 playas de arena fina. Este sistema se halla en el golfo San Jorge y es de especial importancia, dado que tanto hacia el sur como el norte las demás playas son de ripio o composición similar. Aunque se puede ir desde Rada Tilly hasta playa Bajada de los Palitos en marea baja; se tiene el peligro de quedar expuesto a la marea alta con siguiente riesgo.

## Visitantes
Cada año, el interés por conocer la reserva es mayor, según los registros en 2015 se recibieron más 15.000 visitantes de los cuales 20% fueron extranjeros, 30% nacionales, un 40% de Comodoro Rivadavia y un 10% vecinos de Rada Tilly”.

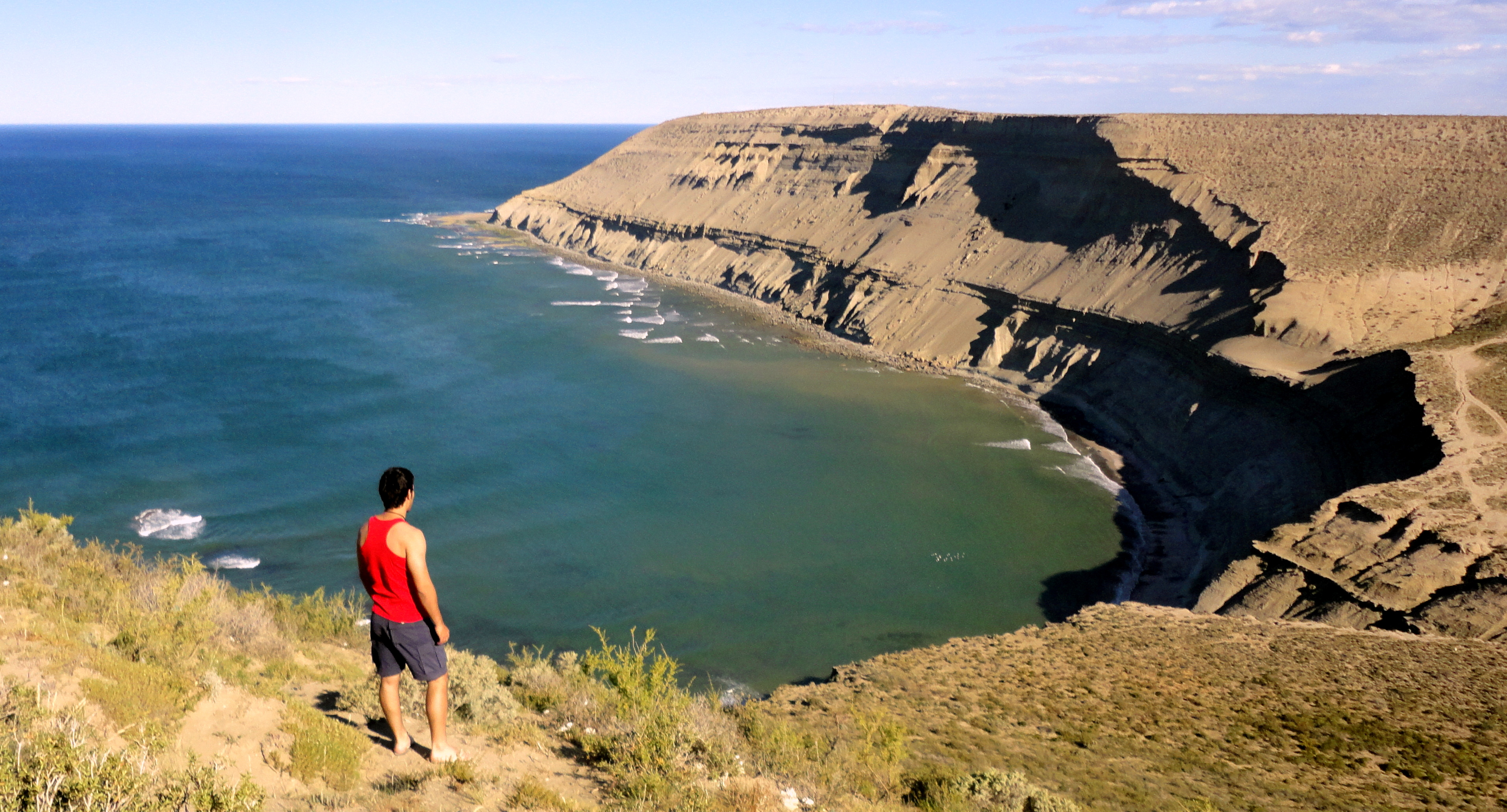
Turista en la cima de punta Marqués, área protegida en su totalidad